# Héraðsflói
Der Héraðsflói ist eine breite, nicht weit ins Land reichende Bucht im Nordosten Islands vor dem Landstrich Hróarstunga. 

## Charakteristika
Die nach Nordosten offene weite Bucht wird im Nordwesten und Südosten von Gebirgszügen eingerahmt, wobei der nordwestliche Gebirgszug Fagradalsfjöll zum Beispiel am Kap mit dem Vulkan Kollamúli durch bunte Rhyolith-Gesteine gekennzeichnet ist, während die südöstlich liegenden Dyrfjöll (= isl. „Türberge“) eher alpinen Charakter haben. Der Name der recht eindeutig an ihrer Form erkennbaren Berge rührt von einer enormen Einbuchtung in ihrer Mitte, die durch einen vorgeschichtlichen Erdrutsch entstanden ist.

## Weitere Umgebung
Hinter diesen Bergen liegen im Nordwesten die Stadt Vopnafjörður und südöstlich der Dyrfjöll der Ort Bakkagerði am Borgarfjörður Eystri, ein bekanntes Wandergebiet mit bunten Bergen. 

## Flüsse
In diese Bucht münden die beiden Flüsse Jökulsá á Brú und Lagarfljót, die kurz vor der Mündung zusammenfließen. Jökulsá á Brú wird am Kárahnjúkar aufgestaut.

## Zusatzeinnahmen der Bauern
Eine Einnahmequelle in dieser Bucht ist Treibholz.